# Hegyi fakusz
A hegyi fakusz vagy hosszúkarmú fakusz (Certhia familiaris) a verébalakúak (Passeriformes) rendjébe, ezen belül a fakuszfélék (Certhiidae) családjába tartozó faj. Nevének helyesírása (fakusz vagy fakúsz) vitatott.

## Rendszerezése
A fajt Carl von Linné svéd természettudós írta le 1758-ban.

## Alfajai
- Certhia familiaris bianchii Hartert, 1905
- Certhia familiaris britannica Ridgway, 1882
- Certhia familiaris caucasica Buturlin, 1907
- Certhia familiaris corsa Hartert, 1905
- Certhia familiaris daurica Domaniewski, 1922
- Certhia familiaris familiaris Linnaeus, 1758
- Certhia familiaris japonica Hartert, 1897
- hosszúfarkú fakusz (Certhia familiaris macrodactyla) C. L. Brehm, 1831
- Certhia familiaris persica Zarudny & Loudon, 1905
- Certhia familiaris tianschanica Hartert, 1905[2]

## Előfordulása
Európa és Ázsia területén honos. Természetes élőhelyei a hegyvidéki öreg tű- és lomblevelű erdők. Költőhelyén állandó, de kóborló állat.

### Kárpát-medencei előfordulása
Magyarországon állandó és rendszeres fészkelő.

## Megjelenése
Testhossza 12–13 centiméter, szárnyfesztávolsága 17–21 centiméter, testtömege pedig 8–11 gramm. Vékony, lefelé hajló csőre van.  Tollazata alfajtól függően a szürkétől a vörhenyesbarnáig terjed.
|  |

## Életmódja
A fák kérgének repedéseiben jellegzetes csavarvonalban keresgéli apró rovarokból (pattanóbogarak, hangyák, levélbogarak, poloskák) és pókokból álló táplálékát.

## Szaporodása

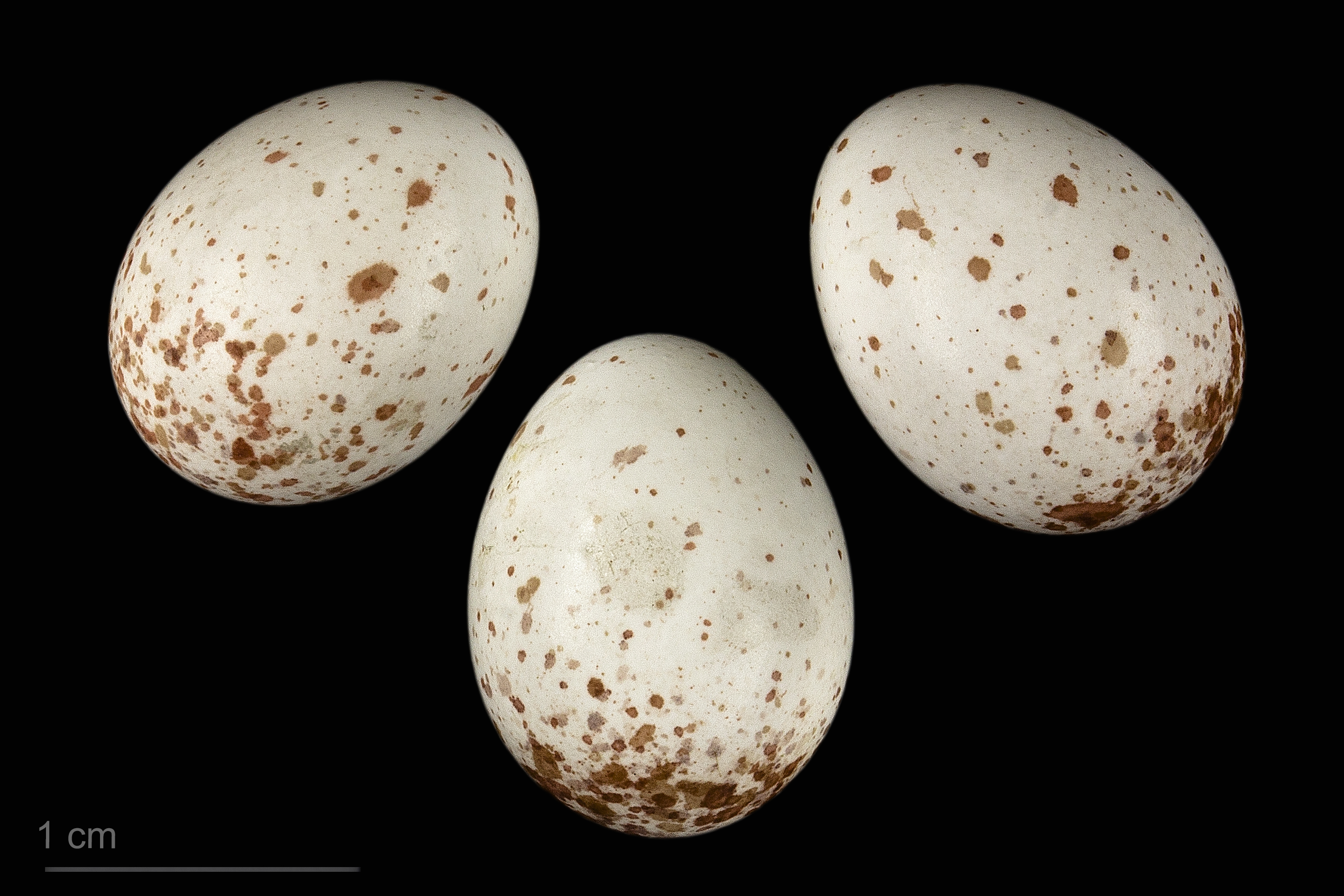
Certhia familiaris macrodactyla

A hím énekel, a tojó fészket épít, évente kétszer. Fészekalja 4-10 tojásból áll, melyen 14-15 napig kotlik. A fiókákat még 15-16 napig gondozza.

## Természetvédelmi helyzete
Az elterjedési területe rendkívül nagy, egyedszáma pedig stabil. A Természetvédelmi Világszövetség Vörös listáján nem fenyegetett fajként szerepel.
Magyarországon védett, természetvédelmi értéke 25 000 forint.